# Eduardo Portela
Eduardo Portela Marín (Barcelona, 1934) es un dirigente deportivo español. Exjugador y exentrenador de baloncesto, fue presidente de la Asociación de Clubes de Baloncesto (ACB) y de la Unión de Ligas Europeas de Baloncesto (ULEB). Es titulado en Mercadotecnia y diplomado en Dirección de Marketing. 
Tiene el título de entrenador nacional de baloncesto y dirigió al U.E. Montgat durante cuatro temporadas, al F.C. Barcelona durante tres y al badalonés C.P. Sant Josep otras cuatro. Posteriormente abandonó el banquillo para convertirse en el director técnico del F.C. Barcelona, cargo que ocupó durante nueve temporadas entre 1971-1972 y 1980-1981. Durante ese período, sin embargo, se vio obligado a ejercer de primer entrenador y, por ello, ganó la Copa del Rey en 1979.
En 1981 abandonó la disciplina del Barça y meses más tarde, el 3 de marzo de 1983, junto a José Antonio Gasca, fundó la ACB, que pasó a organizar la Liga a partir de la temporada 1983-1984.
Fue gerente de la ACB entre 1982 y 1990, año en el que fue elegido presidente. Desde entonces, fue reelegido varias veces en el cargo, hasta que en 2011 fue nombrado Presidente de Honor.
En 1991 fue miembro fundador de la ULEB, organización de la que también fue presidente desde 1998 hasta 2016, cuando fue sustituido por Tomas van den Spiegel, y fue nombrado presidente honorífico.

## Premios, reconocimientos y distinciones
- Medalla de Oro de la Real Orden del Mérito Deportivo, otorgada por el Consejo Superior de Deportes (2009)